# Sekundærrute 571
De Sekundærrute 571 is een secundaire weg in Denemarken. De weg loopt van Stenbjerg via Snedsted naar Stagstrup. De Sekundærrute 571 loopt door Noord-Jutland en is ongeveer 20 kilometer lang.